# Irina Mouraviova
Irina Vadimovna Mouraviova (en russe : Ирина Вадимовна Муравьёва), née le 8 février 1949 à Moscou en Union soviétique, est une actrice russe.

## Biographie
Irina naît dans la famille de Vadim et Lydia Muraviov. Son père est ingénieur militaire, sa mère est originaire de la ville d'Orcha. Muraviova a une sœur aînée, née en 1947.
Après ses études secondaires, Muraviova tente d'entrer dans plusieurs écoles de théâtre de Moscou, mais aucune ne l'accepte. L'année suivante, elle est acceptée dans le studio du Théâtre central pour enfants. Après sa formation, elle reste pour travailler dans ce même théâtre.
Dans les années 1970 et 1980, elle anime l'émission télévisée pour enfants du dimanche matin Boudilnik [Le Réveil].
De 1977 à 1991 - actrice au Théâtre Mossovet de Moscou.
Depuis 1973, actrice de cinéma, où l’un de ses premiers grands rôles est celui de Suzanne dans le film policier de Samson Samsonov Un meurtre purement anglais (1974) adapté du roman de Cyril Hare.
L'actrice acquiert une grande popularité grâce à sa participation au film légendaire Moscou ne croit pas aux larmes de Vladimir Menchov. Pour le rôle de l'aventurière Ludmila elle reçoit le Prix d'État de l'URSS.
Ensuite, Irina Muraviova joue dans le film Carnaval réalisé par Tatiana Lioznova, où elle a joué une provinciale qui rêve de devenir artiste. Pour ce rôle en 1982, le magazine Sovietski ekran la nomme meilleure actrice de l'année selon une enquête auprès des lecteurs. La même année, elle sort diplômée de l'Académie russe des arts du théâtre.
Depuis 1993, elle travaille au Théâtre Maly de Moscou.
En 2010 - animatrice de l'émission radiophonique Théâtre Club, Children's Radio.
Lauréat d'un prix Nika en 2011, pour le film Grand-mère chinoise, dans la nomination de la meilleure actrice dans un second rôle.

## Filmographie
cinéma;
- 1974 : Meurtre à l'anglaise (Чисто английское убийство) de Samson Samsonov : Suzanne
- 1980 : Moscou ne croit pas aux larmes (Москва слезам не верит) de Vladimir Menchov : Ludmila
- 1980 : La Chasse aux renards (Охота на лис) de Vadim Abdrachitov : Marina
- 1981 : Carnaval (Карнавал) de Tatiana Lioznova : Nina[1]
- 1985 : La plus charmante et attirante (Самая обаятельная и привлекательная) de Gérald Bejanov : Nadia

doublage;
- 1981 : Le Chien botté (Пёс в сапогах) de Iefim Gambourg : Bichon / Milady de Winter

## Récompenses
- 1981 : Prix d'État de l'URSS, pour le rôle dans le film Moscou ne croit pas aux larmes
- 1983 : Ordre de l'Insigne d'honneur
- 1994 : Artiste du peuple de la fédération de Russie[2]
- 1999 : Ordre de l'Honneur
- 2006 : Ordre du Mérite pour la Patrie de 4e classe
- 2010 : Ordre de l'Amitié
- 2020 : Ordre du Mérite pour la Patrie de 3e classe